# Epilobium willisii
Epilobium willisii är en dunörtsväxtart som beskrevs av John Earle Raven och Engelhorn. Epilobium willisii ingår i släktet dunörter, och familjen dunörtsväxter. Inga underarter finns listade i Catalogue of Life.